# Petrichus tullgreni
Petrichus tullgreni là một loài nhện trong họ Philodromidae.
Loài này thuộc chi Petrichus. Petrichus tullgreni được Eugène Simon miêu tả năm 1902.